# Jiujiang

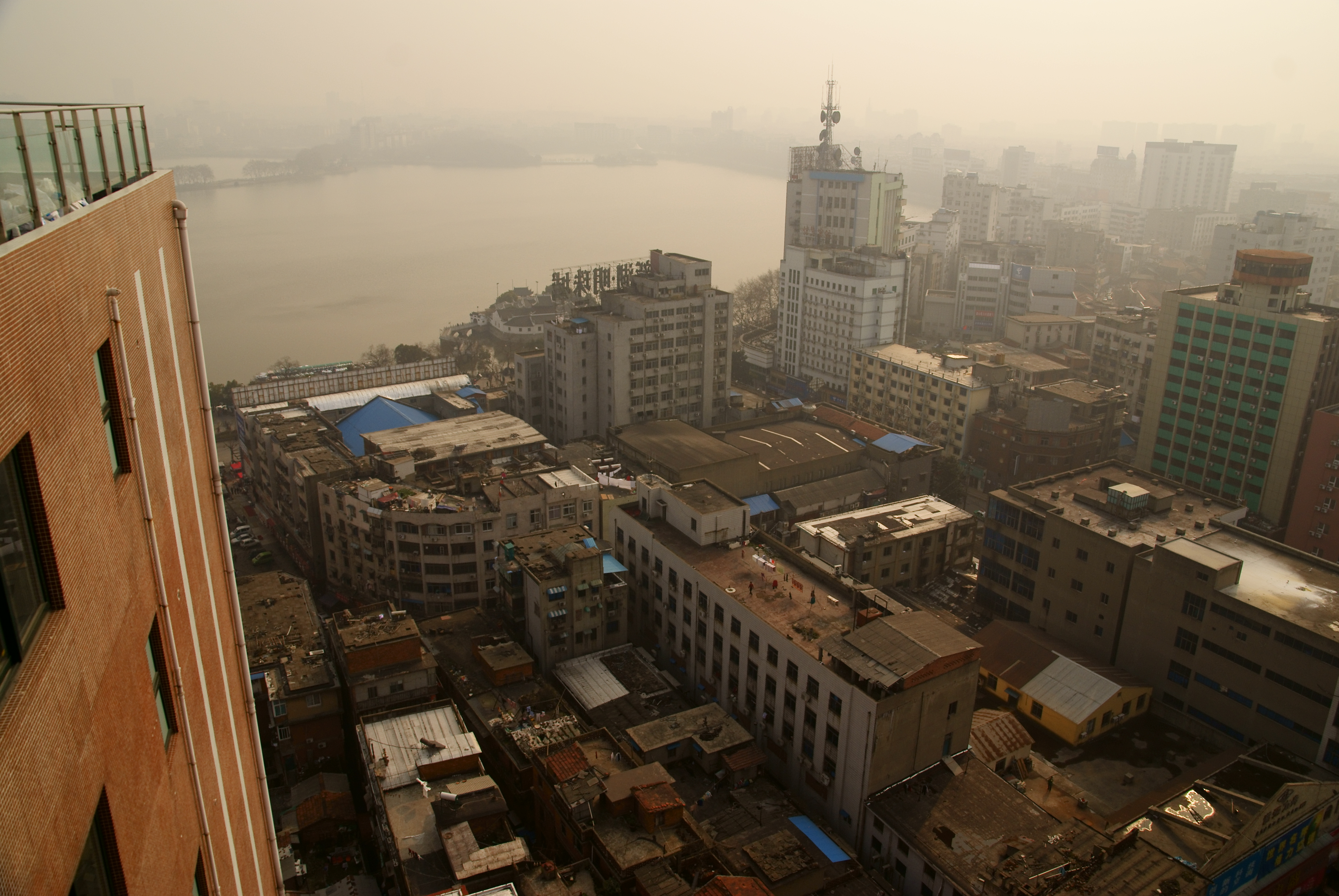

Jiujiang (chinês: 九江, pinyin: Jiǔjiāng), antigamente transliterado como Kiukiang é uma prefeitura com nível de cidade na província de Jiangxi, na China.